# Jacinto Benavente
Jacinto Benavente y Martínez (Madri, 12 de agosto de 1866 — Madri, 14 de julho de 1954) foi um dramaturgo e crítico espanhol.
Foi galardoado com o Nobel de Literatura de 1922.

## Frases de Jacinto Benavente
- "Muitas pessoas pensam que ter talento é uma sorte; poucas, no entanto, pensam que a sorte possa ser questão de talento."
- "O amor é como Dom Quixote: quando recobra a razão, é para morrer."

## Obras
Autor prolífico, Jacinto Benavente escreveu 172 obras. As mais importantes são as seguintes:
- Rosas de otoño (1905)
- Los intereses creados (1907)
- Señora ama (1908)
- La malquerida (1913)
- La ciudad alegre y confiada (1916)
- Campo de armiño (1916)
- Lecciones de buen amor (1924)
- La mariposa que voló sobre el mars (1926)
- Pepa Doncel (1928)
- Vidas cruzadas (1929)
- Aves y pájaros (1940)
- La honradez de la cerradura (1942)
- La infanzona (1945)
- Titania (1946)
- La infanzona (1947)
- Abdicación (1948)
- Ha llegado Don Juan (1952)
- El alfiler en la boca (1954)